# Augustus Bozzi Granville

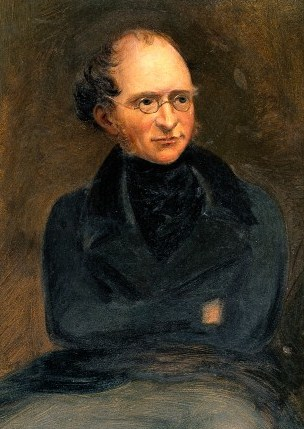
Augustus Bozzi Granville
Maler: Alexander Craig (1818–1878)

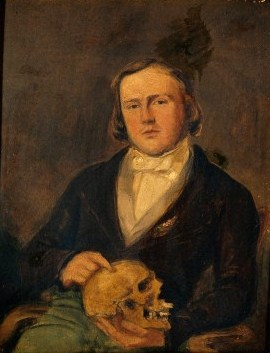
Augustus Bozzi Granville

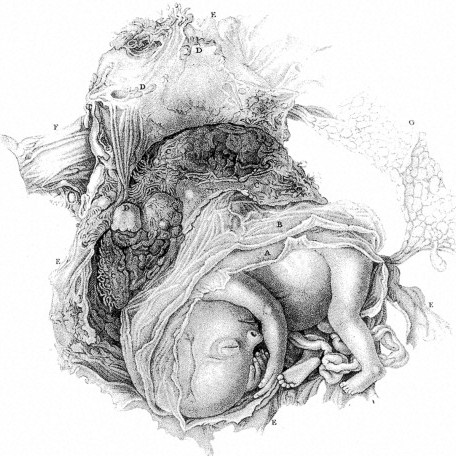
Fötus
Zeichnung: A. Bozzi Granville (1834)

Augustus Bozzi Granville, geboren als Augusto Bozzi (* 7. Oktober 1783 in Mailand; † 3. März 1872 in Dover) war ein italienischstämmiger britischer Allgemeinmediziner, Gynäkologe und Autor.

## Leben
Er war der dritte Sohn des Carlo Bozzi, Generalpostmeister der österreichischen Provinz Lombardei, der aus einer alten und angesehenen lombardischen Familie stammte und seit seinem Aufenthalt auf Korsika dort persönliche Verbindungen zur Familie Bonaparte hatte. Seine Mutter war die Engländerin Rosa Granville, deren Namen er später in London seinem eigenen anfügte. Nach dem Unterricht ab seinem sechsten Lebensjahr bei den Barnabiten in Mailand und seinem Schulabschluss am Collegio de Merati studierte er Medizin an der Universität Pavia. Er war überzeugter Republikaner und italienischer Patriot und widersetzte sich den Franzosen unter Napoleon Bonaparte. Deshalb hatte er als Student in Pavia sogar als politischer Gefangener im Gefängnis gesessen.
Nach seinem Studium schloss er sich einer fahrenden Theatertruppe an und sang zur Gitarre. Auf Korfu traf er mit William R. Hamilton zusammen, dem Attaché des britischen Botschafters Lord Elgin in Konstantinopel. Mit Hamilton reiste er nach Griechenland. Anschließend verpflichtete er sich als Arzt bei der türkischen Kriegsmarine, wechselte dann zur britischen Royal Navy und fuhr auf verschiedenen Schiffen im Mittelmeer, nach Westindien und Südamerika, wo er auf Simón Bolívar traf. Für ihn überbrachte Granville 1811 Dokumente an Sir Robert Peel in London. zu dieser Zeit erkrankte er an Malaria und Gelbfieber.
In London heiratete er eine Engländerin und konvertierte vom Katholizismus zur anglikanischen Glaubensgemeinschaft. Im Jahr 1813 schied er aus der Royal Navy aus. Über persönliche Empfehlungen aus dem gesellschaftlich hochstehenden Umkreis seines Freundes William R. Hamilton gelang ihm der Zugang in das medizinische Establishment in London. Doch solle er sich an der Frauenklinik l'Hospice de la Maternité in Paris weiterbilden und sich dann in London als Frauenarzt niederlassen, wurde ihm empfohlen. Granville befolgte diesen Ratschlag und hörte auch 1816 Vorlesungen bei Georges Cuvier und Étienne Geoffroy Saint-Hilaire.
Im Jahr 1818 wurde er Arzt an der Westminster Dispensary und 1829 Präsident der Westminster Medical Society. Granville untersuchte Gesundheitsstatistiken und Todesursachen bei der Arbeiterschaft und setzte sich hartnäckig für die notwendigen Reformen ein. In seinem Londoner Exil kämpfte er auch für die Unabhängigkeit des unter fremden Mächten aufgeteilten Italiens (siehe hierzu: Geschichte Italiens).
Granville war ein gebildeter und vielgereister Mann. So war er auch zweimal bis nach Sankt Petersburg gekommen und hatte über seine Reisen das Buch St. Petersburgh. A Journal of Travels to and from that Capital; Through Flanders, the Rhenish Provinces, Prussia, Russia, Poland, Silesia, Saxony, the Federated States of Germany, and France (London 1828) geschrieben. Auf einer Reise besuchte er am 2. Januar 1828 auch Johann Wolfgang von Goethe.
Er war über Jahrzehnte im damaligen „Weltbad“ Bad Kissingen (Bayern) einer jener britischen Ärzte, die in den Sommermonaten für einige Wochen im Kurort praktizierten, damit die zahlreichen englischsprachigen Kurgäste ohne Sprachschwierigkeiten behandelt werden konnten. In dieser Zeit schrieb er auch sein Buch Die Heilquellen in Kissingen (Leipzig 1850). In den Jahren von etwa 1855 bis 1865 fungierte er zugleich als Sekretär jenes Kirchenkomitees, das damals für Bau und Verwaltung der neuen anglikanischen Kirche in Bad Kissingen verantwortlich war.
Granville soll 1821 die erste medizinische Autopsie an einer antiken ägyptischen Mumie – Irtyersenu (etwa 600-550 v. Chr.) aus Theben – vorgenommen haben, wie er in einem Vortrag am 14. April 1825 der Royal Society of London beschrieb, der anschließend unter dem Titel An essay on Egyptian mummies (Verlag W. Nicol, London 1825) veröffentlicht wurde. Damals glaubte der Gynäkologe Gebärmutterkrebs als Todesursache festgestellt zu haben. Heutige Wissenschaftler glauben Granville widerlegt und Tuberkulose als Ursache festgestellt zu haben, wie 2009 weltweit gemeldet wurde.
Neben seiner ärztlichen und wissenschaftlichen Tätigkeit veröffentlichte er mehr als 220 Bücher und Schriften, die in sieben Sprachen übersetzt wurden. Im Jahr 1874, also zwei Jahre nach seinem Tod, wurde seine Autobiografie Autobiography of A. B. Granville veröffentlicht.

## Orden und Auszeichnungen
- königlich bayerischer Verdienstorden vom Heiligen Michael

## Veröffentlichungen (Auswahl)
- An Historical and practical treatise on the internal use of the hydrocyanic (prussic) acid in pulmonary consumption and other diseases of the chest, Verlag Longman, Hurst, Rees, Orme and Brown, 1820 (online)
- An essay on Egyptian mummies, Verlag W. Nicol, London 1825 (online)
- St. Petersburgh. A Journal of Travels to and from that Capital; Through Flanders, the Rhenish Provinces, Prussia, Russia, Poland, Silesia, Saxony, the Federated States of Germany, and France, Verlag Henry Colburn, London 1828 (online)
- The Royal society in XIXth century, London 1836 (online)
- The spas of Germany, Verlag Henry Colburn, London 1838 (online). - Neudruck: British Library, Historical Print Editions, März 2011, ISBN 1-241-32311-9 bzw. ISBN 978-1-241-32311-0
- Die Heilquellen in Kissingen. Ihr Gebrauch u. ihre Wirksamkeit, übersetzt von Theodor Cramer, Verlag J. J. Weber, Leipzig 1850 (online)
- Autobiography of A. B. Granville, P. B. Granville (Hrsg.), 2 Bände, London 1874 (online)